# Senbon

Des senbon.

Les senbon étaient des sortes d'aiguilles utilisées par les ninjas pour tuer. Elles étaient souvent enduites de poison, et on les utilisait soit en les lançant, soit en frappant directement comme avec un couteau ou un stylet.
Un senbon peut faire entre 10 et 40 cm, il a une pointe de chaque côté de telle sorte qu'on peut l'utiliser de n'importe quel sens, de n'importe quelle façon. Comme pour tout projectile, plus son poids était élevé et plus sa pénétration en cible était importante.

Dans le manga et anime Naruto, plusieurs ninjas utilisent des senbon :
- Haku
- Shigure et probablement, Baiu et Midare.
- Kin Tsuchi
- Shizune
- Aoi Rokushô
- Shura
- Genma
- Sasori (Avec sa marionnette Hiruko)